# Campionato ungherese di pallavolo maschile
Il campionato ungherese di pallavolo maschile è un insieme di tornei pallavolistici per squadre di club ungheresi, istituiti dalla Federazione pallavolistica dell'Ungheria.

## Struttura
- Campionati nazionali professionistici:

Nemzeti Bajnokság I: a due gironi, partecipano dodici squadre.
- Campionati nazionali non professionistici:

Nemzeti Bajnokság II: a girone unico, partecipano ? squadre;